# Chin Chum
Chin Chum (sinh ngày 7 tháng 10 năm 1985 ở Campuchia) là một cầu thủ bóng đá thi đấu cho Electricite du Cambodge ở Cambodian Second League. Anh thi đấu ở vị trí tiền đạo.
Anh từng đại diện Campuchia thi đấu quốc tế.

## Danh hiệu

### Câu lạc bộ
Nagacorp FC
- Giải bóng đá vô địch quốc gia Campuchia: 2009
- Hun Sen Cup: 2013

### Cá nhân
- Hun Sen Cup Best player: 2013

## Bàn thắng quốc tế
| #  | Ngày                | Địa điểm         | Đối thủ    | Tỉ số | Kết quả | Giải đấu       |
| -- | ------------------- | ---------------- | ---------- | ----- | ------- | -------------- |
| 1. | 19 tháng 8 năm 2007 | New Delhi, Ấn Độ | Kyrgyzstan | 3–4   | Thua    | Cúp Nehru 2007 |